# 尼安特吉拉
尼安特吉拉（法語：Niantjila），是馬里的城鎮，位於該國西部，由庫利科羅區的迪瓦拉省負責管轄，面積388.98平方公里，海拔高度304米，2009年人口13,705，人口密度每平方公里35.23人。

## 合作交流城市
- 法國 圣让德拉吕埃勒